# Grönländische Badmintonmeisterschaft 2009
Die Grönländische Badmintonmeisterschaft 2009 fand im Frühjahr 2009 im Tennisklubben Julianehåb in Qaqortoq statt.

## Sieger und Platzierte
| Disziplin    | Gold                              | Silber                          | Bronze                                |
| ------------ | --------------------------------- | ------------------------------- | ------------------------------------- |
| Herreneinzel | Bror Madsen                       | Frederik Elsner                 | Mininnguaq Kleist                     |
| Dameneinzel  | Mille Kongstad                    | Juliane B. Johansen             | Aviaaja Geisler                       |
| Herrendoppel | Frederik Elsner Mininnguaq Kleist | Bror Madsen Michael Kleist      | Jens Frederik Nielsen Taatsi Pedersen |
| Damendoppel  | Mille Kongstad Aviaaja Geisler    | Else Høegh Møller Lisa Petersen | Juliane B. Johansen Tina Madsen       |
| Mixed        | Bror Madsen Juliane B. Johansen   | Tom Nielsen Else Høegh Møller   | Michael Kleist Victoria Rafaelsen     |